# Comaster
Comaster L. Agassiz, 1836 è un genere di crinoidi della famiglia Comatulidae.

## Tassonomia
Il genere comprende le seguenti specie:
- Comaster audax Rowe, Hoggett, Birtles & Vail, 1986
- Comaster multifidus (Müller, 1841)
- Comaster nobilis (Carpenter, 1884)
- Comaster schlegelii (Carpenter, 1881)